# Католицька церква в Румунії
Като́лицька це́рква в Руму́нії — друга християнська конфесія Румунії. Складова всесвітньої Католицької церкви, яку очолює на Землі римський папа. Керується конференцією єпископів. Станом на 2004 рік у країні нараховувалося близько 1 875 000 католиків (8,64% від усього населення). Існувало 12 діоцезій, які об'єднували 1430 церковних парафій.  Кількість  священиків — 1733 (з них представники секулярного духовенства — 1551, члени чернечих організацій — 182), постійних дияконів — 4, монахів — 437, монахинь — 1326.

## Історія
Християнство поширилося на території сучасної Румунії з римської провінції Мала Скіфія у IV столітті н. е. Після навал слов'ян та інших мігрантів у VI-VII століттях християнство на цій території занепало, а відродилося лише в IX столітті під впливом болгарів, які самі перебували у сфері впливу Візантійської імперії.
Католицька церква в Румунії бере свій початок від угорських священиків у Трансильванії та від польських і угорських у Молдові. При цьому більшість населення у середні віки були православними. Лише після захоплення Трансильванії у османів Австрійською імперією 1698 року на цій території частина православного кліру під політичним тиском визнала унію з Римом та сформувала Румунську греко-католицьку церкву
За наслідками Першої світової війни та приєднання Трансильванії римо-католицька церква на території Румунії мала 6 дієцезій: у Бухаресті, Ясах, Альба-Юлії, Сату-Маре, Орадеа та Тімішоарі. Станом на 1929 рік під тиском румунського уряду Ватикан підписав конкордат, який підтверджував об'єднання цих дієцезій у одну церковну провінцію з центром у Бухаресті, а статус Бухарестської дієцезії був піднятий до архідієцезії попри те, що вона налічувала лише 26 приходів на той час.
1948 року комуністична влада Румунської народної республіки заборонила греко-католицьку церкву, а її єпископи були заарештовані. Понад 1,5 мільйони вірних примусово перейшли до православної церкви.
Після падіння режиму Чаушеску наприкінці 1989 року, уже навесні 1990 року заборона на греко-католицьку церкву в Румунії була скасована. Папа Римський Іоанн Павло II призначив єпископів на вакантні впродовж 50 років кафедри. Якщо вірних греко-католицької церкви у міжвоєнний період було понад 1,5 мільйони, то за переписом 1992 року їх лишилося тільки 230 тисяч. Греко-католицька церква у 1990-ті перебувала в постійному конфлікті з Румунською православною церквою.

## Суспільна позиція
На відміну від католицьких церков інших європейських країн Румунська католицька церква не виступає активно проти контрацепції. Це пов'язано з дуже активною антиконтрацептивною пропагандою Румунської православної церкви, з якою РКЦ не поспішає солідаризуватися. Утім у питанні декриміналізації гомосексуальної поведінки обидві церкви співпрацювали з метою не допустити цієї законодавчої зміни.